# Кот (фильм, 1971)
«Кот» (фр. Le Chat) — фильм-драма 1971 года режиссёра Пьера Гранье-Дефера. Экранизация романа Жоржа Сименона. 2 приза МКФ (Берлин). Премьера фильма состоялась 24 апреля 1971 года.

## Сюжет
Пожилая пара — Жюльен Буэн (Жан Габен) и его жена Клеманс (Симона Синьоре) — живёт в парижском пригороде Курбевуа в районе, дни которого сочтены: дома один за другим идут на снос, а на их месте ведётся активное строительство. Герои в браке уже двадцать пять лет, сейчас они оба на пенсии: Жюльен бывший работник типографии, Клеманс была цирковой артисткой, пока падение не сделано её хромой и не закончило её карьеру. Отношения супругов давно потеряли былую теплоту, они едва терпят друг друга. Однако Клеманс не может понять, почему муж разлюбил её, и надеется на возвращение его чувств. Она давно злоупотребляет алкоголем и много курит.
Однажды Жюльен подбирает на улице бездомного кота и тот становится его любимцем и единственной отрадой. Клеманс начинает ревновать мужа к коту. Она рвёт газеты из коллекции, давно собираемой Жюльеном, представляя дело так, что газеты порвал кот. В другой раз она относит кота в супермаркет и незаметно оставляет его в раскрытой сумке возле рыбного отдела, а сама уходит. Однако кот возвращается, чем очень радует Жюльена. Во время очередной ссоры Жюльен в гневе достаёт револьвер и говорит Клеманс, что не любит её и что она может теперь разве что застрелить его. Когда муж уходит, Клеманс в гневе стреляет в кота и убивает его. Жюльен выносит тело кота и кладёт его в мусорный бак, а затем уходит в некоторое время живёт в гостинице, которую содержит его давняя подруга Нелли. Но Клеманс постоянно преследует его на улице, а затем на какое-то время пропадает, и Нелли начинает беспокоиться, не случилось ли с ней что-то. Жюльен возвращается домой, но говорит Клеманс, что никогда больше не заговорит с ней.
После этого супруги живут в молчании и ведут полностью раздельную жизнь, лишь иногда Жюльен посылает жене записки (часто состоящие из одного слова «Кот»). Тем временем по почте приходит уведомление, что в течение 45 дней дом будет снесён. Однажды у Клеманс, которая разбирает полученные от мужа записки, которых набралась уже целая коробка, происходит сердечный приступ, и она умирает. Жюльен, потрясённый, проводит ночь в кресле возле жены, а утром принимает горсть таблеток. Его отвозят в больницу, но вскоре врач сообщает, что у него остановилось сердце.

## В ролях
- Жан Габен — Жюльен Буэн
- Симона Синьоре — Клеманс Буэн
- Анни Корди — Нелли
- Жак Риспаль — доктор
- Николь Десайи — медсестра
- Хэрри-Макс
- Карло Нелл — агент по переезду
- Ив Барсак — архитектор

## Награды и номинации
- 1971 — два приза «Серебряный медведь» Берлинского кинофестиваля (за лучшую мужскую роль — Жан Габен, за лучшую женскую роль — Симона Синьоре), а также номинация на приз «Золотой медведь»